# نيكولاس كابالدو
نيكولاس كابالدو (مواليد 14 سبتمبر 1998) هو لاعب كرة قدم أرجنتيني يلعب في مركز خط الوسط في نادي ريد بول سالزبورغ.